# GA Geijutsuka Art Design Class
GA Geijutsuka Art Design Class (GA 芸術科アートデザインクラス GA Geijutsuka Āto Dezain Kurasu?) es una serie de manga yonkoma escrita e ilustrada por Satoko Kiyuzuki. Fue serializada en la revista de manga moe Comic Gyutto! de Heiwa Shuppan, desde su primer número el 23 de julio de 2004 hasta su último número (el tercer número). Posteriormente apareció un manga one-shot en la edición de agosto de 2005 de la revista de manga de Hōbunsha, Manga Time Kirara Carat, y comenzó la serialización regular desde la edición de noviembre de 2005 hasta la edición de diciembre de 2015. Yen Press anunció en la Comic Con 2008 que había adquirido una licencia para la distribución en inglés de GA Geijutsuka Art Design Class en América del Norte. Una adaptación de anime de 12 episodios se estrenó en Japón entre el 6 de julio y 21 de septiembre de 2009.
Cinco chicas —Kisaragi, Miyabi, Tomokane, Namiko y Miki— están en la Clase de Diseño de Arte GA en la Academia Ayanoi donde aprenden diseño gráfico, técnicas de arte y otras materias. La historia sigue su vida cotidiana y las actividades de algunos maestros y miembros del Club de Arte de la academia.

## Personajes

### Personajes principales
Kisaragi Yamaguchi (山口 如月 Yamaguchi Kisaragi?)
Seiyū: Haruka Tomatsu
Un estudiante en la clase GA-1. Con gafas de gran tamaño que reflejan su tendencia torpe, tiene una personalidad amable. Ella es crédulo, compra lápices que supuestamente fue utilizada por el "Dios de los Estudios", Sugawara no Michizane, desde hace más de 1100 años. Desafortunadamente, su personalidad la convierte en un blanco fácil para los chistes de Noda y Tomokane. Ella encuentra gatos naturales / de color liso (Suneko 素 猫) irresistibles, evidentes a través de sus garabatos constantes en su cuaderno de bocetos. A Yamaguchi le encanta pintar y trabaja muy duro para mejorar, pero para su consternación, sus obras de arte a menudo son destruidas por Tomokane y Noda. Sin embargo, todavía se preocupa mucho por sus amigos, ya que estaba muy preocupada cuando Nozaki estaba enferma. Se revela que su estilo de moda favorito son los kimonos. 
Miyabi Ōmichi (大道 雅 Ōmichi Miyabi?)
Seiyū: Kaori Nazuka
Un estudiante en la clase GA-1. Apodado "professor" (キョージュ kyōju?) por sus amigos debido a su inteligencia, ella tiene excelentes calificaciones y enseña a sus amigos muchos conceptos de arte. Aunque rara vez sonríe, se muestra increíblemente confiable, capaz de sacar todo lo que sus amigos necesitan desde el interior de su chaqueta. A su misterioso personaje se suman sus extraños "poderes", como el magnetismo natural o la capacidad de controlar a los animales. A pesar de sus gestos estoicos, todavía es bastante juguetona y le gusta estar con sus amigos. Aunque es muy popular entre las otras clases, aún no ha encontrado un novio, pero afirma que sus padres ya han elegido un novio para ella. Ella se dirige a todos de una manera muy samurái-formal, pero incómoda (en el contexto japonés moderno) adjuntando "-dono" en lugar de "-san". Su color favorito es el negro y aparece con frecuencia en su obra de arte. 
Tomokane (友兼?)
Seiyū: Miyuki Sawashiro
Un estudiante en la clase GA-1. Ella es la marimacho del grupo y siempre se mete en problemas debido a su temperamento explosivo. Su personalidad parece estar influenciada por sus años de frustración por su hermano. Él nunca la deja ganar en un juego de ingenio y debido a que tiene una constitución débil, ella no puede hacerle nada físicamente. A ella le gusta hacer cosas a través de la fuerza bruta, por ejemplo, usando su poder de agarre para dibujar diferentes tonos, en lugar de diferentes lápices. Aunque sus técnicas y métodos suelen ser bastante contundentes, se muestra que tiene un talento increíble. Sin embargo, ella tiene la costumbre de destruir obras de arte, particularmente las de Yamaguchi. Ella se une a Noda para muchas situaciones divertidas y bromas. 
Namiko Nozaki (野崎 奈三子 Nozaki Namiko?)
Seiyū: Yui Horie
Un estudiante en la clase GA-1. Alta y bien dotada, Nozaki es la mayor de las chicas. Ella involuntariamente actúa como la figura de "madre / hermana mayor" para las otras chicas (más hacia Kisaragi por su naturaleza torpe), siempre propensa a ayudarlas o regañarlas. Hay una mordaza que la llama "Okaa-san" o "Onee-san" y no le gusta. Le gusta especialmente molestar a Noda y a veces la llama "Hime" (princesa) debido a su comportamiento. Evidente al principio del anime, carece de la capacidad de hacer bromas, pero critica rápidamente otras bromas. Ella tiene una hermana que ya se graduó de la clase de GA. 
Miki Noda (野田 ミキ Noda Miki?)
Seiyū: Ai Tokunaga
Un estudiante en la clase GA-1. Linda y pequeña, Noda a menudo se confunde con una niña de primaria. Como resultado, ella usa su uniforme de secundaria con orgullo. Nozaki la llama "Hime" (princesa) porque a veces actúa malcriada. Se aburre fácilmente y a menudo se le ocurren ideas interesantes para darle vida a las cosas. Por ejemplo, convirtió un almuerzo normal en un juego donde todos sorteaban lotería y tenían que seguir la regla escrita allí. Apodada "Alquimista", también le gusta mezclar una variedad de cosas, incluidas las bebidas. Extremadamente talentosa y motivada en sus estudios, también se muestra muy malhumorada, lo que parece afectar su trabajo. Su pasatiempo es la moda y pasa un promedio de ocho minutos en cada página de una revista de moda. Noda generalmente se ve con un peinado diferente cada vez, lo que indica su amor por la moda. Ella es capaz de tener una "idea" de lo que lleva puesto una persona e inmediatamente puede contar sus orígenes. Ella tiene una hermana en el tercer año.

### Miembros del club de arte
Chikako Awara (芦原 ちかこ Awara Chikako?)
Seiyū: Akemi Kanda
Un estudiante enérgico y juguetón en la clase GA-3. También es la presidenta del club de Bellas Artes. Con frecuencia saca su ira sobre sus juniors y el equipo. Su personalidad es muy excéntrica, pero parece ser muy apreciada, probablemente debido a su acento chubu que muchas personas confunden con el dialecto de Kansai. Awara es la mejor amiga de Mizubuchi, a quien llama "Buchi-san". 
Mizubuchi (水渕?)
Seiyū: Ami Koshimizu
Un estudiante maduro en la clase GA-3. Es amiga de la infancia de Kisaragi Yamaguchi y la guardiana de Chikako Awara. Mizubuchi es quien le presenta a Yamaguchi a Ayanoi Gakuen. Con los años, Mizubuchi ha aprendido a lidiar con la excéntrica personalidad de Awara de manera efectiva. Ella es la mejor amiga de Awara, a quien llama "Aa-san". 
Uozomi (魚住?)
Seiyū: Katsuyuki Konishi
Un estudiante de la clase normal FA-3. También es el vicepresidente del club de Bellas Artes. 
Homura (保村?)
Seiyū: Ryo Naitou
Un estudiante de la clase de mantenimiento de automóviles KJ-2. Suele ser el blanco de la ira de Awara. 
Hermano mayor de Tomokane
Seiyū: Miyuki Sawashiro
Un estudiante en la clase GA-2 y el miembro más nuevo del club de Bellas Artes. Tiene una constitución débil, lo que le hizo perder la mayor parte de su primer año. Se unió al club después de participar en el evento del club de la casa encantada. Aunque exteriormente bien educado, en realidad disfruta jugando trucos a las personas. 

### Profesores
Takuma Sotoma (外間 巧真 Sotoma Takuma?)
Seiyū: Kyōsei Tsukui
El profesor responsable de la clase GA-1. Sotoma puede ser muy estricto, a menudo haciendo que sus alumnos rehagan las tareas. Sin embargo, todavía es muy respetado por los estudiantes. 
Mayumi Usami (宇佐美 真由実 Usami Mayumi?)
Seiyū: Omi Minami
Una alumna de la escuela que trabaja como profesora asistente de aula de Sotoma. Ella es una maestra bella y trabajadora, pero a veces puede ser muy infantil, evidente a través de su comportamiento durante el impulso de sangre. Algunos de sus estudiantes la llaman "Samechan-sensei" porque durante su primer año de enseñanza tartamudeó mientras decía su nombre y dijo "Usame" en lugar de "Usami". A ella le gusta mucho enseñar. Ella también se asusta muy fácilmente. Usami puede tener sentimientos románticos hacia Sotoma, ya que ella hizo en secreto copias del trabajo de sus alumnos describiéndolo a él y a ella como una pareja romántica. 
Sasamoto (笹本?)
Seiyū: Minami Takayama
El profesor responsable de la clase GA-3. Su apariencia es marimacho y tiene una personalidad estoica. Prefiriendo trabajar en silencio, aceptó ser la asesora de dos clubes, el club de Bellas Artes y el club School Life Environment (que luego se combinan en uno debido a la falta de miembros). Conocida como "Tono-sensei" por los miembros del club, Sasamoto admite que solo aceptó ser la asesora para poder usar la sala del club libremente. Por lo tanto, casi no tiene responsabilidad, con frecuencia se saltea las sesiones del club para ir a fumar. 
Yoshino Koshino (越廼 淑乃 Koshino Yoshino?)
Seiyū: Chinami Nishimura (OVA)
Una maestra estricta y antigua que se especializa en moda. Kisaragi le tiene miedo a esta maestra porque tiende a gritarle a sus alumnos. 

### Otros
Yoshikawa (吉川?)
Un estudiante en la clase GA-1. Ella y Oomichi ganaron premios por su arte y lo exhibieron en la exposición de arte de la prefectura local. 
Fujiko Nozaki (野崎先輩 Nozaki-senpai?)
El presidente original del club de Bellas Artes cuando Awara todavía estaba en primer año. En el Volumen 5 de la serie de manga, se confirma que esta es la hermana mayor de Namiko, que ya se había graduado. 
La hermana mayor de Noda
Un estudiante en la clase normal FA-3. A veces aparece en una revista de moda, por lo que es muy popular en Ayanoi Gakuen (aunque su cara nunca se ve). 
Mitsui (三井?)
Un estudiante en la clase GA-3. 
Marianne Van Tienen (?)
Un estudiante de transferencia de Francia, que aparece en el Volumen 4 de la serie de manga. Ella trata de crear un kimono moderno pero tradicional durante su tiempo en GA. 
Natsuki Hata (?)
Una estudiante de secundaria Kisaragi y Noda se encuentran cuando se refugian de la lluvia en el Volumen 5 del manga. Dibuja un "escondite" debajo de un paso elevado, ya que su madre se opone a su dibujo en casa. 

## Medios de comunicación

### Manga

#### Lista de volumen
| N.º | Fecha de lanzamiento japonés | ISBN japonés           | Fecha de lanzamiento estadounidense | ISBN estadounidense    |
| --- | ---------------------------- | ---------------------- | ----------------------------------- | ---------------------- |
| 1   | 27 de septiembre de 2006     | ISBN 978-4-8322-7593-5 | 21 de abril de 2009                 | ISBN 978-0-7595-2903-8 |
| 2   | 28 de enero de 2008          | ISBN 978-4-8322-7675-8 | 17 de noviembre de 2009             | ISBN 978-0-7595-3070-6 |
| 3   | 27 de agosto de 2009         | ISBN 978-4-8322-7835-6 | 21 de diciembre de 2010             | ISBN 978-0-316-12804-9 |
| 4   | 27 de octubre de 2011        | ISBN 978-4-8322-4077-3 | 25 de septiembre de 2012            | ISBN 978-0-316-22545-8 |
| 5   | 27 de agosto de 2012         | ISBN 978-4-8322-4185-5 | 25 de junio de 2013                 | ISBN 978-0-316-25084-9 |
| 6   | 27 de enero de 2014          | ISBN 978-4-8322-4396-5 | 23 de septiembre de 2014            | ISBN 978-0-3163-3589-8 |
| 7   | 27 de febrero de 2016        | ISBN 978-4-8322-4396-5 | 25 de octubre de 2016               | ISBN 978-0-3164-6602-8 |

### Anime
Una adaptación de anime de 12 episodios producida por AIC y dirigida por Hiroaki Sakurai se emitió en Japón entre el 6 de julio y el 21 de septiembre de 2009, en Yomiuri TV.
| #   | Título                                                                                        | Estreno                  |
| --- | --------------------------------------------------------------------------------------------- | ------------------------ |
| 1   | «Dibujo divertido» «Egaite Asobo» (えがいてあそぼ)                                            | 6 de julio de 2009       |
| 2   | «El lápiz divino» «Kamisama no Enpitsu» (神様の鉛筆)                                          | 13 de julio de 2009      |
| 3   | «Collage de etiquetas» «Onigokko Korāju» (オニごっこコラージュ)                               | 20 de julio de 2009      |
| 4   | «La Importancia de la Fotografía» «Shashin Tonchi Inokorisan» (写真とんち居残りさん)          | 27 de julio de 2009      |
| 5   | «Arte de la Vida» «Seikatasu dezain Buchōgoya» (生活デザイン部長小屋)                         | 3 de agosto de 2009      |
| 6   | «La sala de arte embrujada» «Bijutsubu Yashiki» (美術部やしき)                                | 10 de agosto de 2009     |
| 7   | «Trompe-l'oeil» «Toroppu Ruiyu» (騙し絵(トロンプ・ルイユ))                                    | 17 de agosto de 2009     |
| 8   | «Surrealismo» «Shururearisumu» (シュルレアリスム)                                             | 24 de agosto de 2009     |
| 9   | «Historias de Viento Fuerte» «Kyōfū Kūsō» (強風空想)                                          | 31 de agosto de 2009     |
| 10  | «La Frontera Entre la Vida y la Muerte» «Odai wa "Sei to Shi no Sakai» (お題は『生と死の境』) | 7 de septiembre de 2009  |
| 11  | «Un Final Feliz» «Shiawase na Ketsumatsu» (しあわせな結末)                                    | 14 de septiembre de 2009 |
| 12  | «Hexenkessel» «Hekusen Kesseru» (ヘクセン・ケッセル)                                          | 21 de septiembre de 2009 |
| OVA | «Aozora ga Kakitai» (青空が描きたい)                                                          | 2 de abril de 2010       |

### Videojuego
Un juego de PSP publicado y desarrollado por Russell fue lanzado el 29 de julio de 2010 bajo el nombre de GA: Geijutsuka Art Design Class -Slapstick Wonderland- . El juego fue lanzado en ediciones limitadas y regulares. 